# 울산에너지고등학교
울산에너지고등학교(蔚山에너지高等學校)는 대한민국 울산광역시 북구 화봉동에 위치한 공립 고등학교이다.

## 학교 연혁
- 1994년 5월 30일 : 울산화봉공업고등학교 설립인가(전기과 4, 전자과 4, 디자인과 2)
- 1995년 3월 1일 : 울산화봉공업고등학교 개교
- 2003년 3월 1일 : 울산컴퓨터과학고등학교로 교명 변경
- 2010년 11월 29일 : 에너지분야 마이스터고 선정(전기에너지과 3, 신재생에너지과 3)
- 2012년 3월 1일 : 울산에너지고등학교로 교명 변경
- 2012년 8월 19일 : 해찬솔(기숙사) 준공
- 2022년 12월 30일 : 제26회 졸업식(117명, 총 7,677명)
- 2023년 3월 1일 : 제9대 이준호 교장 취임
- 2025년 3월 4일 : 입학식(109명)

## 설치 학과
- 신재생에너지과
- 전기에너지과

## 참고 자료
- 울산에너지고등학교 - 한국교육학술정보원 학교알리미